# Kirsti Skagen
Kirsti Ellefsdatter Skagen (8 mei 1788 - 24 november 1897) was een Noorse eeuwelinge. Voor zover bekend, werd zij de oudste mens ter wereld na de dood van Anne d'Evergroote in 1892. Ze overleed ruim vijf jaar later op 109-jarige leeftijd.

## Biografie
Kirsti werd op 8 mei 1788 geboren. Op 1 juni van dat jaar werd ze gedoopt in de kerk van Fortun. In 1825 kreeg zij met Henrik Olsen een zoon: Ellef.
In 1831 trouwde ze met Ole Sjursen, met wie zij een jaar later dochter Sophie kreeg. In 1875 overleed haar echtgenoot op 71-jarige leeftijd. Kirsti verhuisde naar haar zoon Ellef, maar na tien jaar wilde zij weer terug naar Fortun; zij was inmiddels 102 jaar oud. Vanwege haar hoge leeftijd werd zij een attractie in het dorp, en er kwamen zelfs fotografen langs om haar te vereeuwigen.